# خولیو سزار اندرسون
خولیو سزار اندرسون (انگلیسی: Julio César Anderson; ۲۷ نوامبر ۱۹۴۷ – ۷ اوت ۲۰۲۱) بازیکن فوتبال اهل گواتمالا بود.
وی همچنین در تیم ملی فوتبال گواتمالا بازی کرده‌است.